# Roncocreagris cavernicola
Roncocreagris cavernicola är en spindeldjursart som först beskrevs av Max Vachon 1946.  Roncocreagris cavernicola ingår i släktet Roncocreagris och familjen helplåtklokrypare. Inga underarter finns listade i Catalogue of Life.